# Giovanni Battista Nasalli Rocca di Corneliano
Giovanni Battista Nasalli Rocca di Corneliano, italijanski rimskokatoliški duhovnik, škof in kardinal, * 27. avgust 1872, Piecenza, † 13. marec 1952.

## Življenjepis
8. junija 1895 je prejel duhovniško posvečenje.
25. januarja 1907 je bil imenovan za škofa Gubbia; škofovsko posvečenje je prejel 10. februarja istega leta.
6. decembra 1916 je bil imenovan za naslovnega nadškofa Teb in istega dne je postal uradnik znotraj Rimske kurije.
21. novembra 1921 je bil imenovan za nadškofa Bologne. 23. maja 1923 je bil povzdignjen v kardinala in imenovan za kardinal-duhovnika S. Maria in Traspontina.